# 信義線

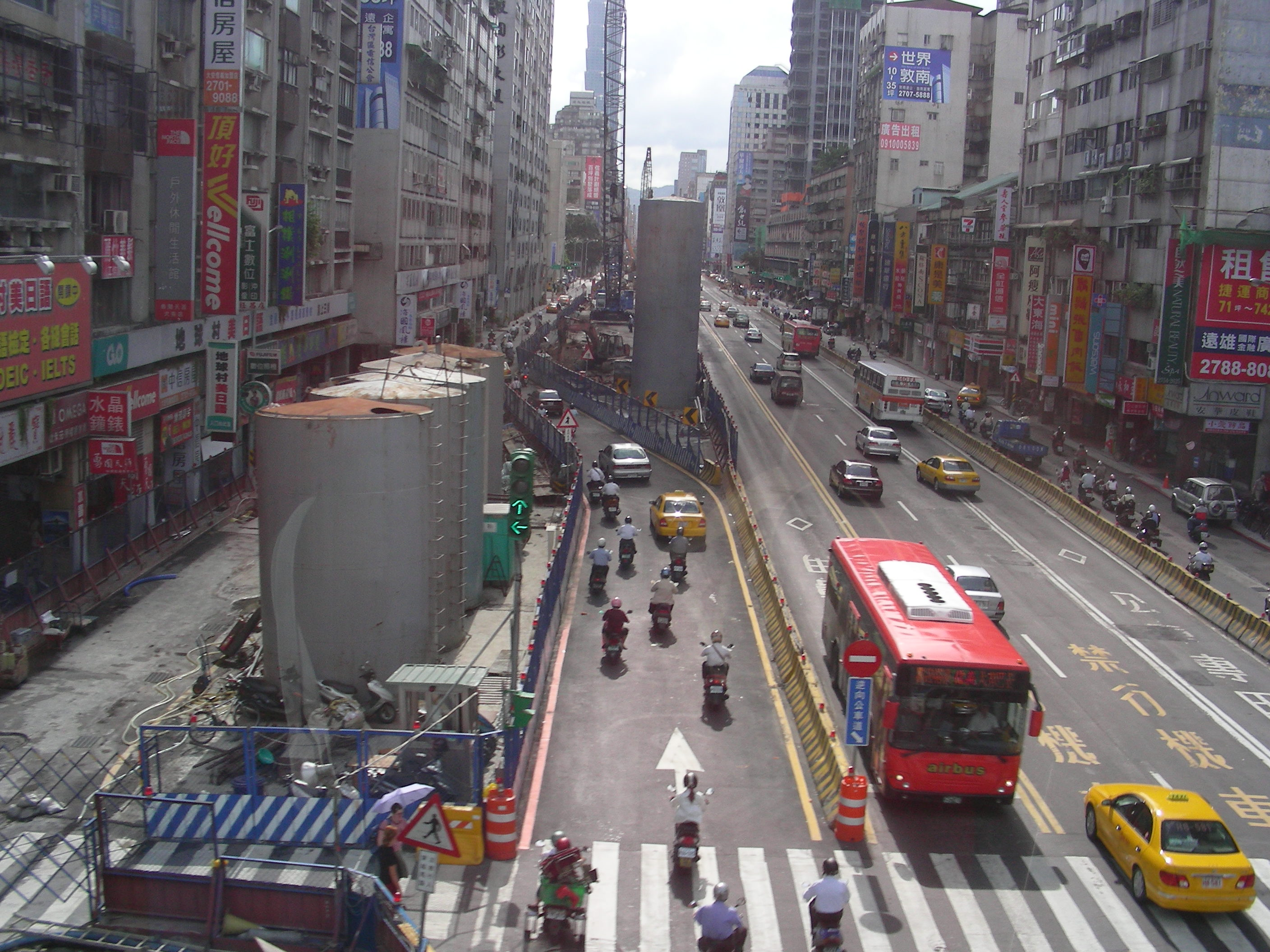
施工時的信義線。

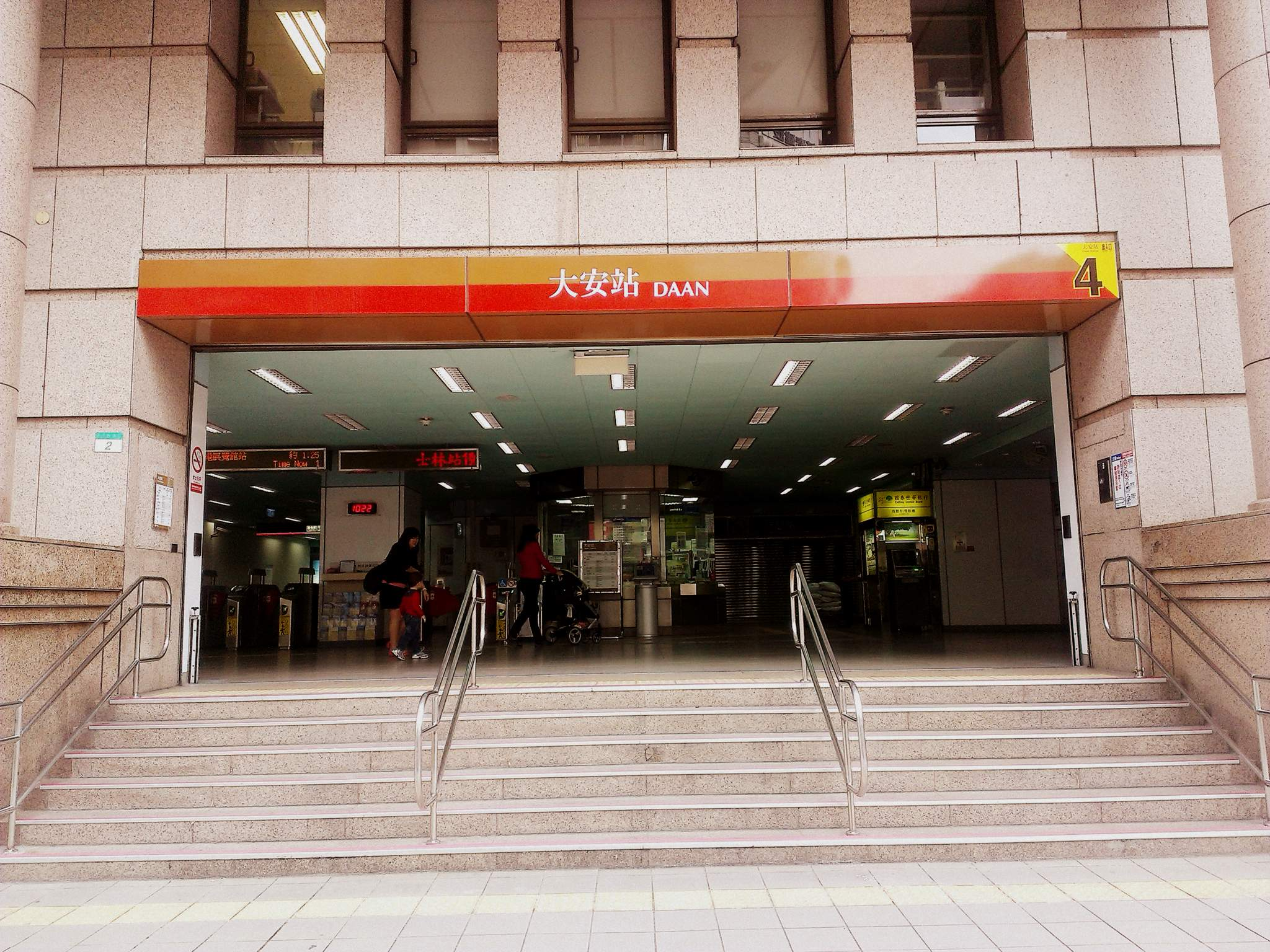
信義線與文湖線交會站-大安站的四號出口

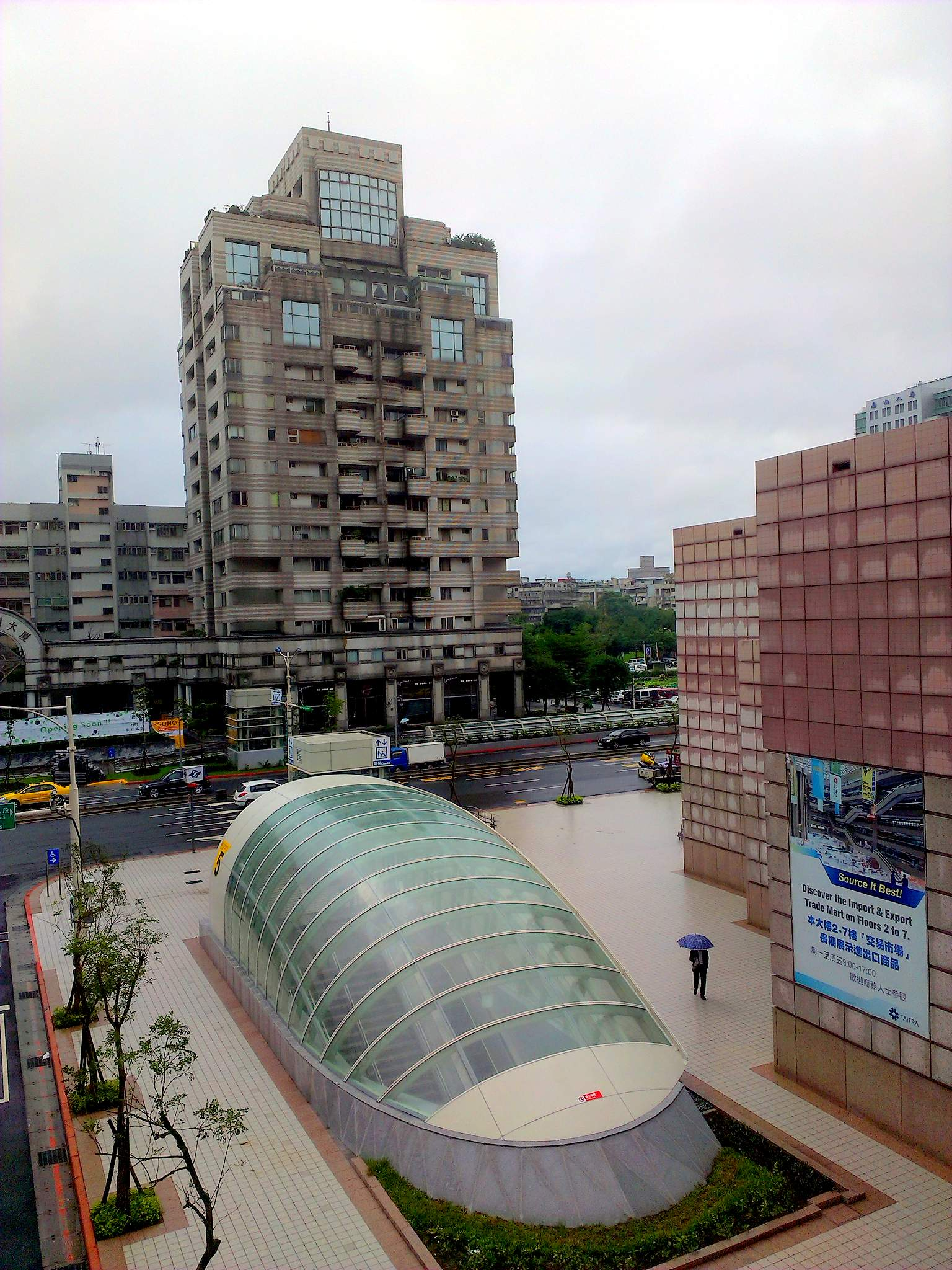
信義線獨特的圓弧出口造型，由空中拍攝台北101／世貿站出口

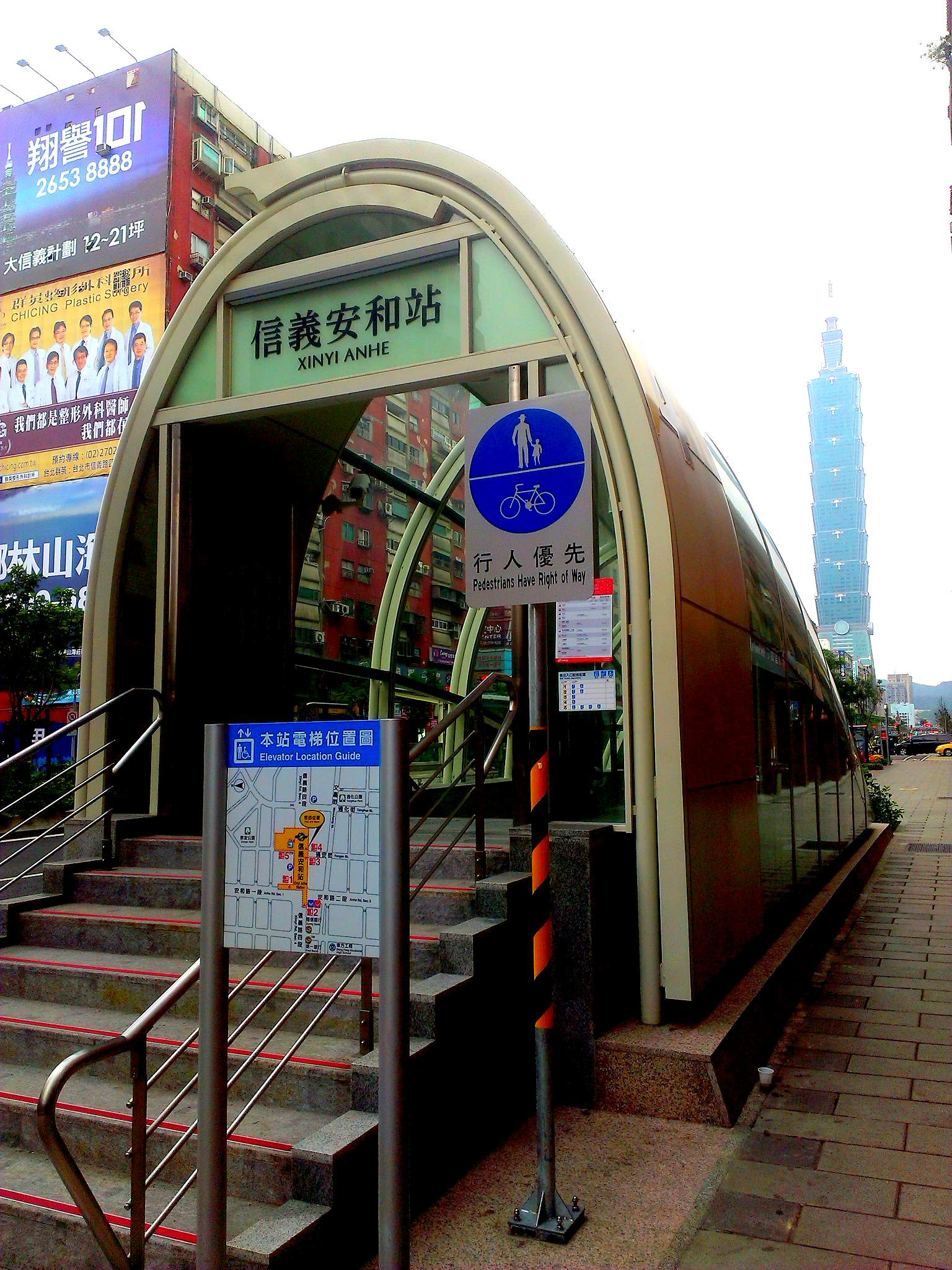
信義線獨特的圓弧出口造型，由地面拍攝（信義安和站）

信義線為臺北捷運營運中的路線，是淡水信義線的一部分，為台北市第2條東西向捷運路網，採用高運量系統，全線長7.8公里，營運長度6.4公里，造價394億元，皆為地下路線。路線起自中正紀念堂站，往東穿越金華街，再沿愛國東路行進，後轉往北沿杭州南路，接著向東轉沿信義路，經信義計畫區至福德街廣慈博愛園區，後沿福德街、中坡南路至玉成公園止，並設置儲車軌1處。營運模式上與淡水線直通運行，目前通車至象山站，東延段部分目前正興建中。

## 簡介
信義線是台北捷運二期路網的路線之一，當初興建主要的目的，是因原本的台北捷運路網僅有一條東西向路線板南線，導致南北向旅次與東西向旅次主要集中於台北車站轉乘而過度擁擠、轉乘空間不足的弊病；再加上隨信義計畫區的開發、國際金融中心的興建以及世貿展覽館的設立而使信義計畫區周邊的交通問題日益嚴重，預估2021年信義計畫區之尖峰小時旅次量將達2萬人次以上。
信義線共設8個地下車站，全線車站除中正紀念堂站為半高式月台門，其餘均裝設全高式月台門。其中台北101／世貿站和東門站則分別配合101大樓興建和新莊線動工需求而最先進行發包施工。其餘各車站，包括大安森林公園站、大安站、信義安和站以及象山站，則自2005年4月起陸續進行招標施工，並於同年7月份全面動工。此外，因鄰近居民要求，捷運局在象山站後沿福德街向東，新增R04、R03站，規劃路線全長7.94公里，並在此站以東沿福德街、大道路口、中坡南路至玉成公園止，設置儲車尾軌。東延段部分原計要設置2站，但因R04站的用地無法取得再加上附近的居民反對聯開導致東延段無法如期動工，因此捷運局決議正式取消R04站的設站計畫，東延段已於2016年11月7日開始動工興建。除東延段尚在興建外，其餘部分皆已通車，信義線自象山站後，軌道繼續延伸約600公尺至信義松德路口以東，為儲車尾軌。
信義線規劃初期採「淡水－象山」與淡水線直通的營運模式，但因當時松山線尚未通車，故先維持「淡水－新店」直通運行，「淡水－象山」的營運模式暫時改為「北投－象山」，而23時以後，比照先前「台北車站－台電大樓」運行模式，改為「台北車站－象山」的營運模式。
本線於通車後初期並無採用列車入站廣播提示，於2014年中才開始採用。

## 列車運行方式
目前營運模式：
- 「淡水－象山」列車：為原本規劃的營運模式，2013年因松山線尚未通車，故先切換為「北投－象山」營運模式因應，2014年11月15日正式啟用。[10]
- 「北投－象山」列車：2013年信義線通車後為不影響「淡水－新店」的營運，先直通至淡水線北投站，在2014年的春節假期期間為疏運淡水站眾多旅客曾暫時延長為「淡水－象山」，往新店與往象山的列車則在淡水站交互發車。本營運模式在松山線通車後繼續保留，但只在尖峰時段或台北101與世貿中心舉辦大型活動(如資訊展或跨年)導致台北101/世貿站湧入大批人潮時開行。
- 「北投－大安」列車：大安站以東三站（信義安和站、台北101／世貿站、象山站）離峰運量較低，故利用大安站東側的袋狀軌在離峰時段開行區間車，23時以後不開行。
- 「淡水－大安」列車：這是「北投－大安」列車於春節期間、假期疏運淡水站湧入的人潮而變更的營運模式。
- 「民權西路－象山」列車：因應颱風入境風速達停駛標準時原「淡水－象山」列車改為只行駛至民權西路站為止，直到恢復正常營運為止

未來營運模式：
- 「淡水－廣慈/奉天宮」列車：東延段通車後原「淡水－象山」的延伸模式。

過去營運模式：
- 「台北車站－象山」列車：這是「北投－象山」列車於晚上11時後的變更模式，松山線通車、路網整併後因評估運量不足而廢止。
- 「象山-圓山」列車：2023年4月9日因應國際寵物日舉辦一日限定的寵物專車模式，自象山站發車一路直達圓山站。

## 紀念章
自信義線通車起，不再推出路線戳章，僅有車站戳章。信義線通車時，站戳為陰刻紅色圓形，僅有中文站名，於轉乘站設有綠、橘、紫（代替較難取得之棕色印泥）之顏色。各車站戳章如下：
- 中正紀念堂站：

中正紀念堂、鴿子。
- 東門站：

東門市場、小籠包與牛肉麵指涉永康商圈。
- 大安森林公園站：

該站出口建築、花卉指涉建國花市。
- 大安站：

該站文湖線高架站體、木棉花。
- 信義安和站：

臨江街觀光夜市、文昌家具街。
- 台北101／世貿站：

臺北101、世貿中心。
- 象山站：

臺北樹蛙、自然步道。
以下為初版車站章戳附圖：
- 大安森林公園站
- 大安站大安站
- 信義安和站
- 台北101／世貿站
- 象山站

於2015年2月，統一車站章戳格式，陰刻之圖案大致相同，新版戳章僅增加英文站名，轉乘站也僅更改顏色與形狀。

## 營運時間與班距
- 營運時間：05:50～24:58
- 平均班距：
  - 平常日（週一至週五）
    - 尖峰時段（07:00～09:00，17:00～19:30）：約3分鐘。
    - 離峰時段 ：約8～10分鐘，重疊區間[b]約4～5分鐘。
    - 23:00以後：約12分鐘（僅行駛「淡水－象山」模式）。

  - 例假日（週六、週日及國定假日）
    - 06:00～09:00：約8～10分鐘（僅行駛「淡水－象山」模式）。
    - 09:00～23:00：約8～10分鐘，重疊區間[c]約4～5分鐘。
    - 23:00以後：約12分鐘（僅行駛「淡水－象山」模式）。

## 歷史
- 1982年：原有意規劃由南港經信義直通淡水。
- 1993年：地質調查發現，原訂為終點站址的R03站前周邊屬於台北斷層，故將終點站改規劃至中強公園。
- 2000年10月：地質調查後將臺北斷層自臺灣活動性斷層之列中移除，而將其歸類為非活動性斷層。評估斷層疑慮可解除，故恢復原路線規劃，並以信義線東延段執行。[12]
- 2002年11月1日：世貿中心站（後更名為台北101／世貿站）主體工程開工。
- 2004年10月22日：行政院核定，捷運信義線(新十大建設)財務計畫。
- 2005年7月26日：信義線全面開工。[7]
- 2005年8月：完成信義線向東延規劃後，提報審議。
- 2009年3月10日：信義線進行潛盾隧道工程，在前勘查作業時，意外發現信義路與松仁路口下方的排水箱涵有10根大基樁，導致工程延宕3個月。[13][14]
- 2009年7月15日：兩顆疑似第二次世界大戰期間美軍空襲遺留之未爆彈，在該日下午4時至傍晚6點鐘左右由捷運工程人員於信義路及杭州南路路口處捷運工地（鄰近中正紀念堂及金甌女中），距地面1公尺處發現。中華民國國軍立即派遣防爆處理小組前往，晚間7點50分順利卸除，並由軍用卡車載到桃園市龍潭區國軍防爆中心引爆，未釀成傷亡。[15][16]
- 2009年12月23日：信義線規劃案通過行政院經建會審議，接續象山站向東延伸，增設2座地下車站以及儲車軌。[8]
- 2010年7月15日：捷運信義線潛盾隧道全線完成。[17][18]
- 2012年9月30日：東門站隨新莊線月台通車開放使用，信義線月台不開放載客。
- 2013年7月6日：開始信義線穩定度測試，採用夜間「民權西路－象山」模式，每週四天、一天平均四小時的方式。
- 2013年10月13日：報請台北市政府進行初勘。
- 2013年10月24日、10月25日：召開履勘工作前置會議。
- 2013年10月25日：信義線開始系統測試。
- 2013年11月8日：報請交通部進行履勘。
- 2013年11月13日：完成營運前缺失複檢，報請交通部核准通車。
- 2013年11月15日：交通部核准通車。
- 2013年11月18日：台北市政府宣佈11月24日上午6點通車。[19]
- 2013年11月24日：「中正紀念堂－象山」段通車，本段同時開始實施為期一個月，持悠遊卡免費搭乘優惠。[20]
- 2013年12月24日：於23日結束持悠遊卡免費搭乘優惠，於本日開始正常收費。[20]
- 2013年12月28日：信義線5個車站開放旅客假日攜帶自行車搭乘。[20]
- 2014年4月8日：台北市政府公布松山線通車與新店線（含小南門線）貫通後的營運模式，松山線將與小南門線、新店線直通運行，採用「松山－新店」營運模式，新店線不再與淡水線接軌。信義線正式以淡水線接軌，採用「淡水－象山」營運模式。
- 2014年5月29日：下午4時18分淡水線石牌站發生供電異常，「石牌－士林」段採單線雙向營運，「北投－士林」段採用公車接駁，另象山站發出的列車支援延駛至淡水站。
- 2014年10月25日：為迎接松山線通車，台北市政府舉辦深夜車廂音樂會，捷運公司特地調度371-3型列車（317/318）由象山站開往淡水線北投站的特別列車。[21]
- 2014年11月15日：隨松山線通車，新增「淡水－象山」與「北投－大安」兩種營運模式，淡水線與信義線正式貫通，於平日尖峰時段，信義線班距由原先6分鐘縮短為3分鐘。
- 2015年3月31日：信義線東延段R04站因為用地無法取得，並考量取消後R03站與象山站之距離尚居於可接受之範圍之間，因故取消設置R04站。[22]
- 2015年8月8日：「淡水－圓山」段由於蘇迪勒颱風過境停駛，故自象山站發出列車僅行駛至民權西路站，直到晚上6點恢復全線正常營運。
- 2016年4月26日：晚上19點34分信義線台北101/世貿站至東門站發生供電異常，導致象山站至台大醫院站營運中斷，捷運公司立即採取台北車站至淡水站局部營運，並啟動象山站至台北車站公車接駁，直到20點30分異常排除並恢復全線正常營運。
- 2016年11月7日：信義線東延段開工興建。
- 2023年4月9日：捷運公司與台北市動保處為響應國際寵物日，特地調度301型列車（029/030）並於當日早上10點28分自象山站開駛一日限定的寵物專車，中途不停靠直達圓山站。活動結束後該列車即開往北投機廠全面清理。

## 延伸計畫
目前興建廣慈/奉天宮站一站（工程編碼R03），預定2025年完工，2026年第一季通車營運。

## 車站
| 車站編號       | 車站名稱            | 車站名稱 | 交會路線                    | 站體型式 | 所在地     | 所在地             |
| 車站編號       | 中文                | 英文     | 交會路線                    | 站體型式 | 所在地     | 所在地             |
| -------------- | ------------------- | -------- | --------------------------- | -------- | ---------- | ------------------ |
| 信義線         |                     |          |                             |          |            |                    |
| （上接淡水線） |                     |          |                             |          |            |                    |
| R08            | 中正紀念堂 （南門） |          | 松山新店線 萬大-中和-樹林線 |          |            |                    |
| R08            | 中正紀念堂 （南門） | 地下     | 松山新店線 萬大-中和-樹林線 | 臺 北 市 | 中正區     |                    |
| R07            | 東門                | 地下     |                             | 臺 北 市 | 中和新蘆線 |                    |
| R07            | 東門                | 地下     | 大安區                      | 臺 北 市 | 中和新蘆線 |                    |
| R06            | 大安森林公園        | 地下     |                             | 臺 北 市 |            |                    |
| R05            | 大安                | 地下     |                             | 臺 北 市 | 文湖線     |                    |
| R04            | 信義安和            | 地下     |                             | 臺 北 市 |            |                    |
| R03            | 台北101/世貿        | 地下     |                             | 臺 北 市 | 信義區     |                    |
| R02            | 象山                | 地下     |                             | 臺 北 市 | 信義區     | 環狀線（站外轉乘） |
| R01            | 廣慈/奉天宮         | 地下     |                             | 臺 北 市 | 信義區     |                    |

## 外部連結
- 臺北大眾捷運股份有限公司（繁體中文）（页面存档备份，存于）